# Hérode Archélaos
Pour les articles homonymes, voir Archélaos et Hérode.
Hérode Archélaos (ou Archélaüs ou Archélas), Ἡρῴδης ὁ Ἀρχέλαος en grec ancien, fils aîné d'Hérode le Grand, gouvernait la Judée, la Samarie et l'Idumée de 4 av. J.-C. à 6 apr. J.-C., avec le titre d'ethnarque. Il est considéré comme le premier Juif célèbre ayant vécu en Gaule.

## Éléments biographiques
Après le décès de son père à Jéricho en 4 av. J.-C., il se rend à Rome, accompagné de Nicolas de Damas, pour se faire reconnaître roi de Judée par l'empereur Auguste, mais ce dernier préfère le nommer ethnarque.
Au bout de dix années de règne en Judée, la situation est tellement dégradée en 6 apr. J.-C. qu'une délégation d'opposants juifs parvient à Rome pour en informer l'empereur. Archélaos est décrit comme un tyran cruel et brutal, irrespectueux et incapable de maintenir l'ordre et la paix, ayant, selon Flavius Josèphe, « réuni en lui les vices les plus insupportables de tous les tyrans ».
Glaphyra rencontre Hérode Archelaus, demi-frère de son premier mari et maintenant ethnarque de Samarie, de Judée et d'Idumée par la volonté des Romains. Ils sont tombés amoureux et ont décidé de se marier. À cet effet, Glaphira a dû divorcer de Juba et Hérode de sa première épouse, la cousine Mariamne. Le mariage d'une veuve avec son ancien beau-frère violait les lois juives du lévirat. Cette union a été considérée comme immorale par les Juifs et a provoqué un scandale majeur en Judée.
Convoqué par Auguste, Archélaos est déposé et exilé à Vienne en Gaule. Il est remplacé par un préfet de Rome nommé Coponius. Cet épisode est évoqué par Strabon, lorsqu'il parle d'un des fils d'Hérode qui « mourut en exil, interné chez les Gaulois Allobroges. » Son nom est resté attaché au rocher d'Hérode, qui surplombe le Rhône.

## Dans les évangiles
Hérode Archélaos est mentionné par l'évangile selon Matthieu dans le récit de l'enfance de Jésus (Matthieu 2,22). À la suite du Massacre des Innocents, la famille de Jésus se réfugie en Égypte et, après la mort d'Hérode, Joseph décide de revenir. Cependant « apprenant qu'Archélaos avait succédé à son père en Judée, Joseph craignit de s'y rendre » et décide de s'installer à Nazareth en Galilée.
Hérode Archélaos est vraisemblablement aussi le personnage cruel évoqué par l'évangile selon Luc dans la parabole des mines (Luc 19,12) : « Un homme de haute naissance s'en alla dans un pays lointain, pour se faire investir de l'autorité royale, et revenir ensuite ».